# Alena Vrbová
Alena Vrbová (3. října 1919 Starý Plzenec – 17. března 2004 Praha) byla česká lékařka a spisovatelka.

## Život

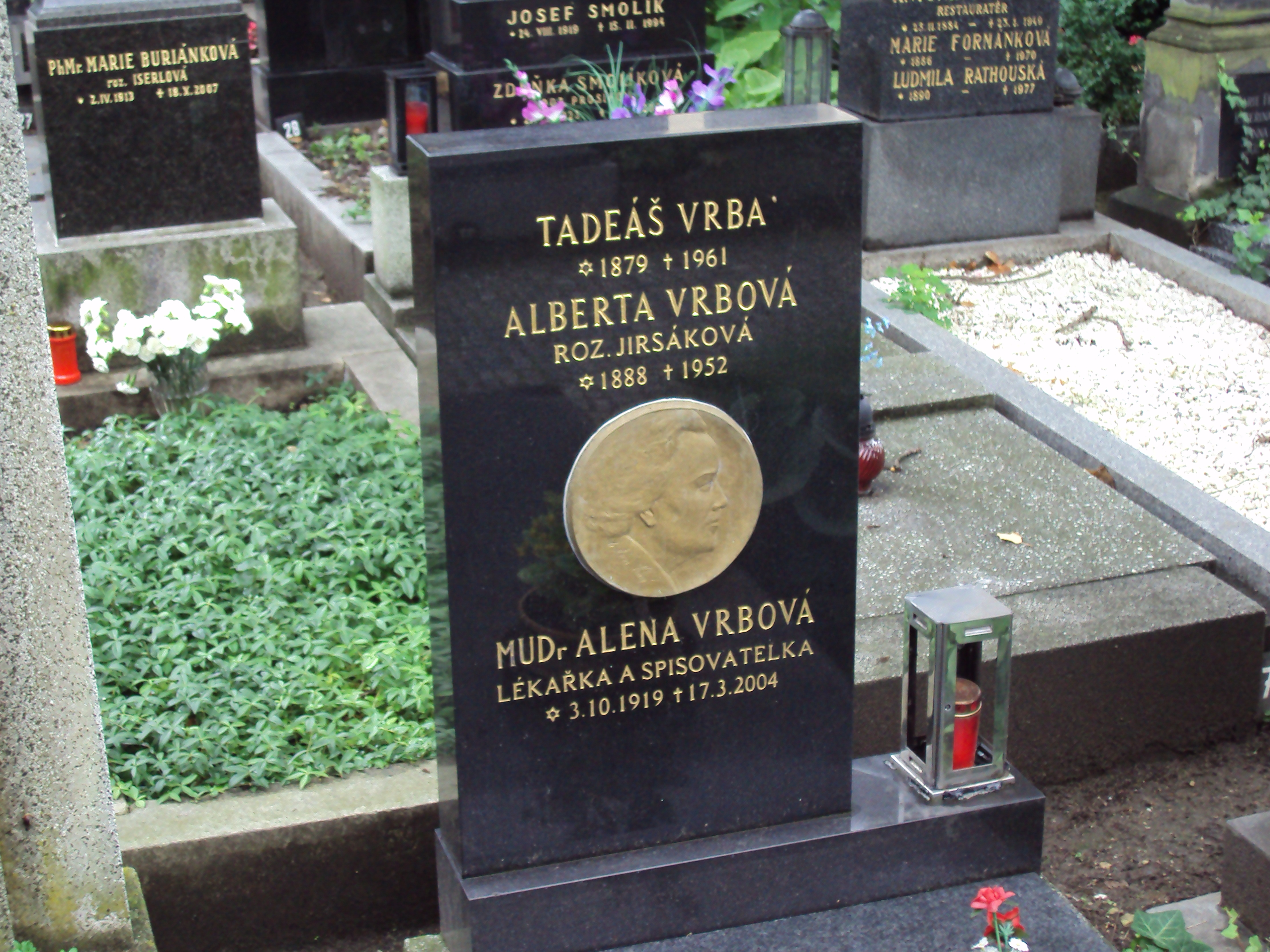
Hrob na Vyšehradském hřbitově

Po maturitě (1938) začala studovat filozofickou fakultu na Karlově univerzitě v Praze, kterou ukončila až po druhé světové válce. Poté vystudovala medicínu (1951), po roce 1951 pracovala v Mariánských Lázních jako lékařka.
Literaturu začala psát za období války, zpočátku poezii, která vycházela v podobě básnických sbírek. Od 60. let 20. století se soustavně věnovala i próze.
Její román V erbu lvice o Zdislavě z Lemberka se stal předlohou pro stejnojmenný film (1994) režiséra Ludvíka Ráži.
Zemřela roku 2004 v Praze. Pohřbena byla na Vyšehradském hřbitově.

## Dílo

### Poezie
- Řeka na cestách – 1942
- Svár – 1944
- Do krve – 1957
- Červený listář – 1960
- Sondy a písně – 1963
- Milostná – 1968
- Blýskání na časy – 1974
- Odkud přichází hudba – 1976
- Cestou necestou – 1984
- Čarodějný čas – 1988

### Próza
- My dva – 1944
- Drsné povídky – 1964
- Dálkové povídky – 1967
- Ostnaté povídky – 1967
- Znova v Monte Rose – 1971
- Benátská – 1975, k této knize sama autorka: „Přála bych si, aby ti, kdo snad už budou žít v etapě těžce vybojovaného míru, pochopili, z jak složité a záludné doby jsme se prodírali my i v oblasti tak křehké, jako je lidský cit.“[1]
- V erbu lvice – 1977, historický román
- Odlet do Madrásu – 1978
- Až na západní hranici – 1979
- Všechny krásy světa – 1979
- Když kohout dozpíval – trilogie, rodová sága
  - Když kohout dozpíval – 1981
  - Pod kardinálskou pečetí – 1983
  - Rašení – 1985
- Indiánské léto – 1986
- Průhled z Pohořelce – 1988
- Maminka Země – 1991
- Anna Lemberková, sudička – 1992
- Nás nevyvrátí z kořene – 1995
- Fontána di Trevi – 1999
- Lásky nebeské – 2000

### Pro děti
- Matička země – 1932
- Povídali, že mu hráli – 1969, spoluautorství
- Království u Lesního pramene – 1971

### Místopis (literatura faktu)
- Mariánské Lázně – 1958, kniha o historii Mariánských Lázní, lázeňské služby, léčení, význačné stavby a osobnosti